# Зграда Окружног начелства у Крушевцу
Зграда Окружног начелства у Крушевцу, је грађена у периоду од 1900. до 1904. године као седиште Окружног и Среског начелства. Представља непокретно културно добро као споменик културе од великог значаја.
Зграда је грађена у духу академског еклектицизма са класицистичким елементима, по пројекту архитекте Николе Несторовића, радове је завршио Ото Голднер 1904. године. Зграда је задржала своју аутентичност, како у спољашњем изгледу тако, углавном, и у унутрашњости.
Ова једноспратна грађевина је подигнута на месту старе зграде начелства.

## Архитектура

### Фасада
Грађевина је симетричне основе и спољне композиције, истакнутог средњег ризалита са вестибилом под куполом и степеништем, атиком, хоризонталном поделом венцем, рустичном обрадом у приземљу, вертикалним рашчлањавањем зидних платана наглашеним угаоним ризалитима. Изнад ризалита фасаде су и три куполе са металним покривачем. Све су четворостране: средња, највећа, има на врху платформу са гвозденом оградом, док угаоне, на свим странама, краси по један "окулус" (округли прозор), кроз који допире светлост у куполу. Још две куполе, истоветне величине, уздижу се и на угловима западне фасаде, која је скромнија него остале.

### Ентеријер
Унутрашњост је раскошно пројектована, посебно холови у приземљу и на спрату. Доњи хол је сав у полулоптастим украсима плафона, ослоњен на десет квадратних масивних стубова. Посебно је раскошно степениште које води ка спратном холу. Кружним током ходника у приземљу и на спрату, сви делови зграде повезани су холом са масивним ступцима који носе крстасте и бачвасте сводове у приземљу и степениште које води у мозаик салу, некадашњу судницу, одакле се раздваја у два крака ка спрату. У Свечаној сали су 1971. и 1986. године постављени мозаици Младена Србиновића, под називом У славу Крушевца, инспирисани српском средњовековном и историјом Крушевца с краја 14. и почетка 15. века. У идејном смислу, инспирисан историјском фактографијом, епском народном поезијом, митом и фолклорним наслеђем, Србиновић је посегао за елементима српског средњевековног сликарства моравске епохе, инспиришући се његовом монументалношћу, наглашеном декоративношћу и особеном духовношћу, преводећи их на језик савремених ликовних симбола.
На зидним мозаицима, којих има укупно 12, откривеним у оквиру обележавања шест векова града 1971. године, у средишњим пољима са јужне, односно, северне стране, изведене су фигуре кнеза Лазара и деспота Стефана, док су, брижљиво одабраним мотивима, на осталих десет композиција, симболично представљени важнији сегменти политичког, друштвеног, културног и уметничког живота Моравске Србије и Крушевца као њеног значајног средишта.
17 подних мозаика, постављени су 1986. године, тематски развијају садржаје зидних композиција. Изузев представа које сведоче о богатству материјалне и духовне културе Србије касног средњег века, на њима су заступљени геометријски и зооморфни мотиви универзалног идејног и естетског значења, као и декоративни елементи типични за моравску градитељску школу. 
Последњих 16 мотива мозаика су украсили плафонске нише - лунете, 1989. године поводом обележавања 600 година од Косовске битке и на тим мотивима се налазе сви значајни учесници битке.
У згради се налази и дело хрватског кипара Ивана Рендића, Херцеговка плете венац.
Зграда је после Другог светског рата била седиште Окружног и среских одбора, а од 1963. године просторије је преузела Општина Крушевац са општинским и окружним судовима. Након пресељења судова у нову зграду, овде је остала Скупштина Града Крушевца.
- Мозаик сала
- Мозаик сала 2
- Ентеријер
- Херцеговка плете венац
- Цитат деспота Стефан
- цар Урош и царица Јелена
- Милица и Богдан
- Три побратима
- кнез Лазар
- подни мозаик мртва природа
- зидни мозаик
- Мозаик сала
- Мурат I
- Бановић Страхиња и слуга Милутин
- Расвета на степеништу

## Галерија
- Зграда Окружног начелства
- Централни улаз
- Детаљ фасаде зграде
- Детаљ украса на самој фасади
- Зграда Окружног начелства
- Зграда Окружног начелства
- Зграда Окружног начелства